# Karl Oppitzhauser
 Karl Oppitzhauser va ser un pilot de curses automobilístiques austríac que va arribar a disputar curses de Fórmula 1.
Va néixer el 4 d'octubre del 1941 a Bruck an der Leitha, Àustria.

## A la F1
Karl Oppitzhauser va intentar debutar a la F1 a l'onzena cursa de la temporada 1976 (la 27a temporada de la història) del campionat del món de la Fórmula 1, disputant el 15 d'agost del 1976 el G.P. d'Àustria al circuit de Österreichring. Al tenir poca experiència en curses de cotxes monoplaces se li va negar la participació en l'esdeveniment a ell i al seu company d'equip Otto Stuppacher. No va intentar participar en cap altra cursa de la Fórmula 1.
Va intentar participar en una única cursa de la F1, no assolint cap punt pel campionat del món de pilots.

## Resultats a la Fórmula 1
| Any  | Equip       | Xassís | Motor    | 1   | 2   | 3     | 4   | 5   | 6   | 7   | 8   | 9   | 10  | 11      | 12  | 13  | 14  | 15  | 16  | Posició | Punts |
| ---- | ----------- | ------ | -------- | --- | --- | ----- | --- | --- | --- | --- | --- | --- | --- | ------- | --- | --- | --- | --- | --- | ------- | ----- |
| 1976 | Team Ensign | Ensign | Cosworth | BRA | SUD | O.USA | ESP | BEL | MON | SUE | FRA | GBR | ALE | AUT NVQ | HOL | ITA | JAP | CAN | USA | -       | 0     |

### Resum
| Curses: | Victòries: | Pòdiums: | Poles: | Voltes ràpides: | Punts: |
| ------- | ---------- | -------- | ------ | --------------- | ------ |
| 1       | 0          | 0        | 0      | 0               | 0      |